# Ніколя Ма
Ніколя Ма (фр. Nicolas Mas 23 травня 1980, Перпіньян, Східні Піренеї, Франція). Стовп (англ. Pilier) національної збірної Франції з регбі та гравець клубу Перпіньян, що виступає в Топ-14.

## Досягнення
Топ 14
- Переможець: 2009 (Перпіньян)
- Фіналіст: 2004, 2010 (Перпіньян)

Кубок Хайнекен
- Фіналіст: 2003 (Перпіньян)